# Еуримен
Еуримен (грч. Ευρυμενές) је у грчкој митологији било име више личности.

## Митологија
- Према Аполодору, био је син Нелеја и Хлориде, кога је убио Херакле.[1]
- Био је Енејин пријатељ кога је у тројанском рату убио Мегент.[2] Описан је као веома храбар ратник, који је побио многе, борећи се попут разјарене звери.[3]